# Кам'янка (Берестинський район)
Ка́м'янка — село в Україні, у Берестинському районі Харківської області. Населення становить 193 осіб. Орган місцевого самоврядування — Мартинівська сільська рада.

## Географія
Село Кам'янка знаходиться на відстані 2 км від річки Берестова (лівий берег), вище за течією на відстані 1 км розташоване село Гадяч, за 1,5 км — колишнє село Катеринівка, нижче за течією примикає село Вільховий Ріг, на протилежному березі розташоване село Леб'яже. До села примикає лісовий масив (сосна). Поруч проходить автомобільна дорога Т 2119.
Відстань до райцентру становить близько 13 км і проходить автошляхом Т 2119.

## Історія
1860 — дата заснування.
Під час організованого радянською владою Голодомору 1932—1933 років померло щонайменше 88 жителів села.

## Населення
Згідно з переписом УРСР 1989 року чисельність наявного населення села становила 200 осіб, з яких 99 чоловіків та 101 жінка.
За переписом населення України 2001 року в селі мешкало 186 осіб.

### Мова
Розподіл населення за рідною мовою за даними перепису 2001 року:
| Мова       | Відсоток |
| ---------- | -------- |
| українська | 94,30 %  |
| російська  | 5,18 %   |
| інші       | 0,52 %   |

## Економіка
- Молочно-товарна ферма.